# Christian VII
Christian VII (en danois : Christian VII ; en norvégien : Kristian VII), né le 29 janvier 1749 à Copenhague et mort le 13 mars 1808 à Rendsbourg, est un roi de Danemark et de Norvège. Membre de la maison d'Oldenbourg, il règne sur le royaume de Danemark et le royaume de Norvège du 14 janvier 1766 jusqu'à sa mort. Il est le sixième monarque danois de la période dite de la monarchie absolue.

## Famille
Il est le fils du premier mariage du roi Frédéric V et de Louise de Grande-Bretagne (1724 – 1751), épousée en 1743.
De cette union naquirent également :
- Sophie-Madeleine de Danemark (1746 – 1813), qui épousa, en 1766, le roi de Suède Gustave III (1746 – 1792) ; dont postérité ;
- Wilhelmine-Caroline de Danemark (1747 – 1820), qui épousa, en 1764, le landgrave puis électeur Guillaume IX de Hesse-Cassel (1743 – 1821) ;
- Louise (1750 – 1831), qui épousa, en 1766, le landgrave Charles de Hesse-Cassel (1744 – 1836) ; dont postérité.

Son père se remaria en 1752 avec Juliane-Marie de Brunswick (1729 – 1796), fille du duc Ferdinand-Albert II de Brunswick-Wolfenbüttel. De ce mariage est issu :
- Frédéric (1753 – 1805), qui épousa, en 1774, Sophie-Frédérique de Mecklembourg-Schwerin (1758 – 1794), fille du duc Louis de Mecklembourg-Schwerin ; dont postérité.

## Biographie

### Premières années  (1749-1766)

#### Naissance et famille

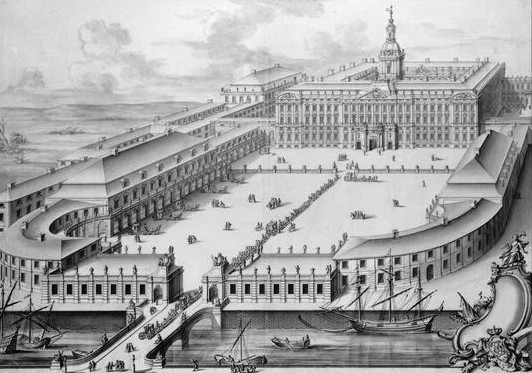
Le palais de Christiansborg vers 1750.

Le prince Christian est né à une heure du matin le 29 janvier 1749 dans la Chambre de la Reine au palais de Christiansborg, résidence principale de la monarchie danoise sur l'île de Slotsholmen au centre de Copenhague. Il est le fils du roi Frédéric V de Danemark et de Norvège et de sa première épouse, la princesse Louise de Grande-Bretagne. Le nouveau-né est baptisé quelques heures après la naissance par l'aumônier du roi. Sa grand-mère paternelle, la reine douairière Sophie-Madeleine, a porté le prince lors du baptême en tant que marraine. Ses autres parrains et marraines sont son père, le roi Frédéric V, sa tante, la princesse Louise de Danemark, et sa grand-tante, la princesse Charlotte-Amalie de Danemark. Après le baptême, le prince nouveau-né a été placé dans un berceau de parade avec un baldaquin pour la vue de tous les nombreux invités qui étaient venus pour constater la venue du nouveau-né.

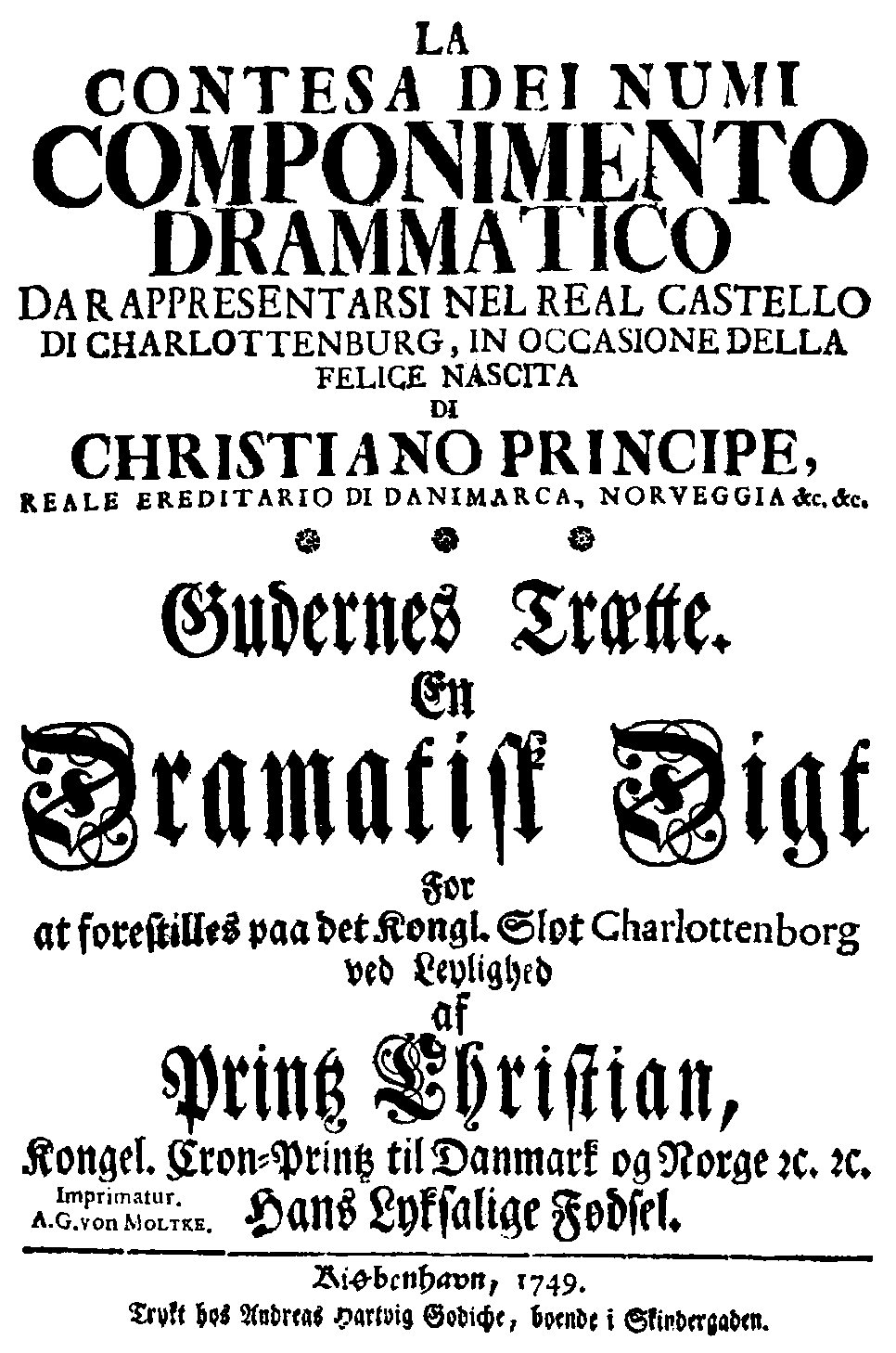
Livret de La contesa dei numi, Copenhague, 1749

Le roi Frédéric et la reine Louise avaient déjà eu un fils en 1745 (également du nom de Christian), mais il était mort en 1747, et Christian était donc prince héritier de naissance. Les espoirs étaient donc grands pour l'avenir du nouvel héritier du trône. Le compositeur allemand Christoph Willibald Gluck, qui séjourna au Danemark de 1748 à 1749, composa à l'occasion de la naissance du prince héritier la scène musicale La contesa dei numi (La Dispute des dieux), où les divinités olympiennes se réunissaient sur les rives du Grand Belt pour discuter de qui doit protéger en particulier le nouveau prince. Elle a été jouée pour la première fois au palais de Charlottenborg le 12 mars 1749, à l'occasion du premier service religieux de la reine après la naissance.

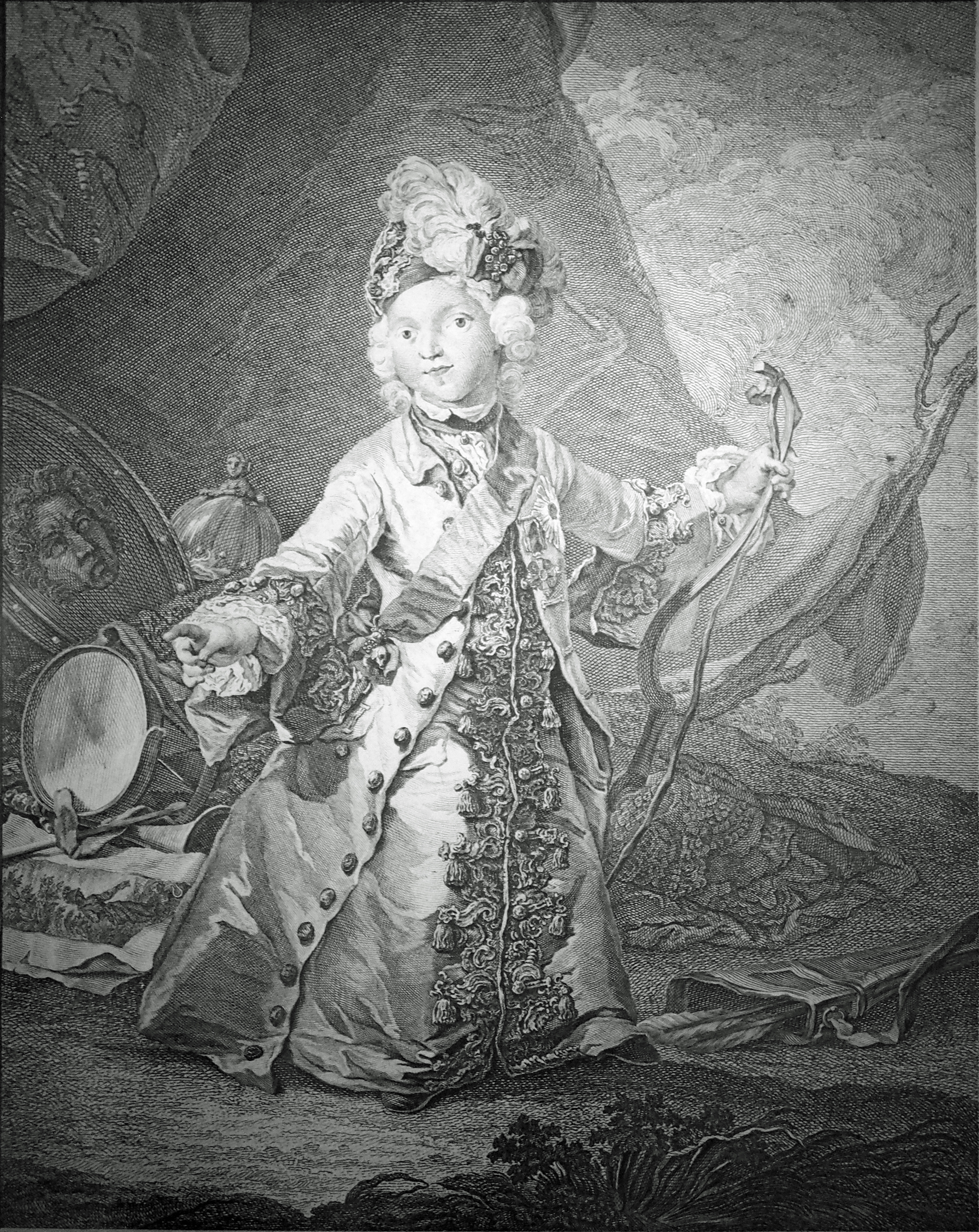
Christianus Princeps Daniae et Norvegiae Haeres. Gravure sur cuivre de Johan Martin Preisler après un tableau de Carl Gustaf Pilo de 1752.

Le prince Christian appartient à une famille déjà composée de deux petites filles, les princesses Sophie-Madeleine (née en 1746) et Wilhelmine-Caroline (née en 1747), et qui s'élargit encore avec l'arrivée de la princesse Louise en 1750. Il perd sa mère à l'âge de presque trois ans lorsque la reine Louise meurt lors de sa sixième grossesse à 27 ans. Déjà l'année suivante, son père épouse la duchesse Juliane-Marie de Brunswick-Wolfenbüttel qui devient la mère de son demi-frère, le prince Frédéric en 1753.

#### Enfance et éducation

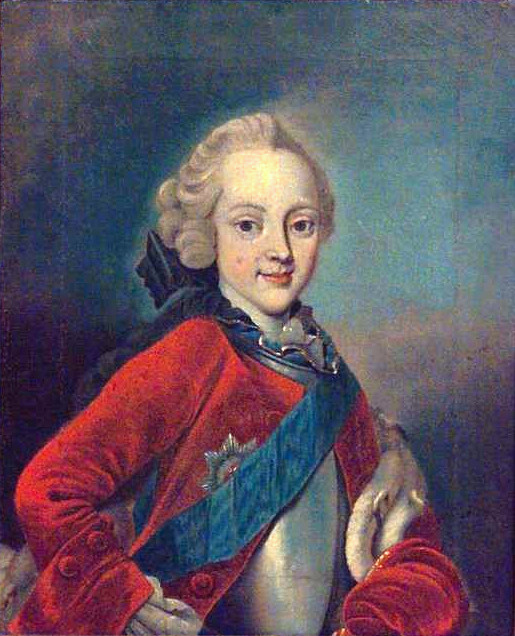
Le prince Christian enfant, par Carl Gustaf Pilo.

Après la mort prématurée de sa mère, le jeune prince est largement privé de l'affection parentale. Sa belle-mère, la reine Juliane Marie, ne montre aucun intérêt pour lui, préférant son fils biologique, le prince Frédéric. Menant un style de vie libertin marqué par l'alcoolisme et le satyrisme, le père lui-même est devenu de plus en plus indifférent à l'enfant timide et sensible, qui était également sujet aux crises d'épilepsie. Pourtant, de nombreux récits suggèrent que Christian, enfant, avait une personnalité positive et, dans certains domaines, a même montré des capacités remarquablement bonnes, tout comme il avait une capacité à comprendre rapidement les problèmes ainsi qu'une bonne mémoire. Il parlera couramment  l'allemand, le français et le danois,, « mieux que n'importe quel roi danois pendant longtemps ». Excellent danseur, il pouvait se produire avec une grande dignité.

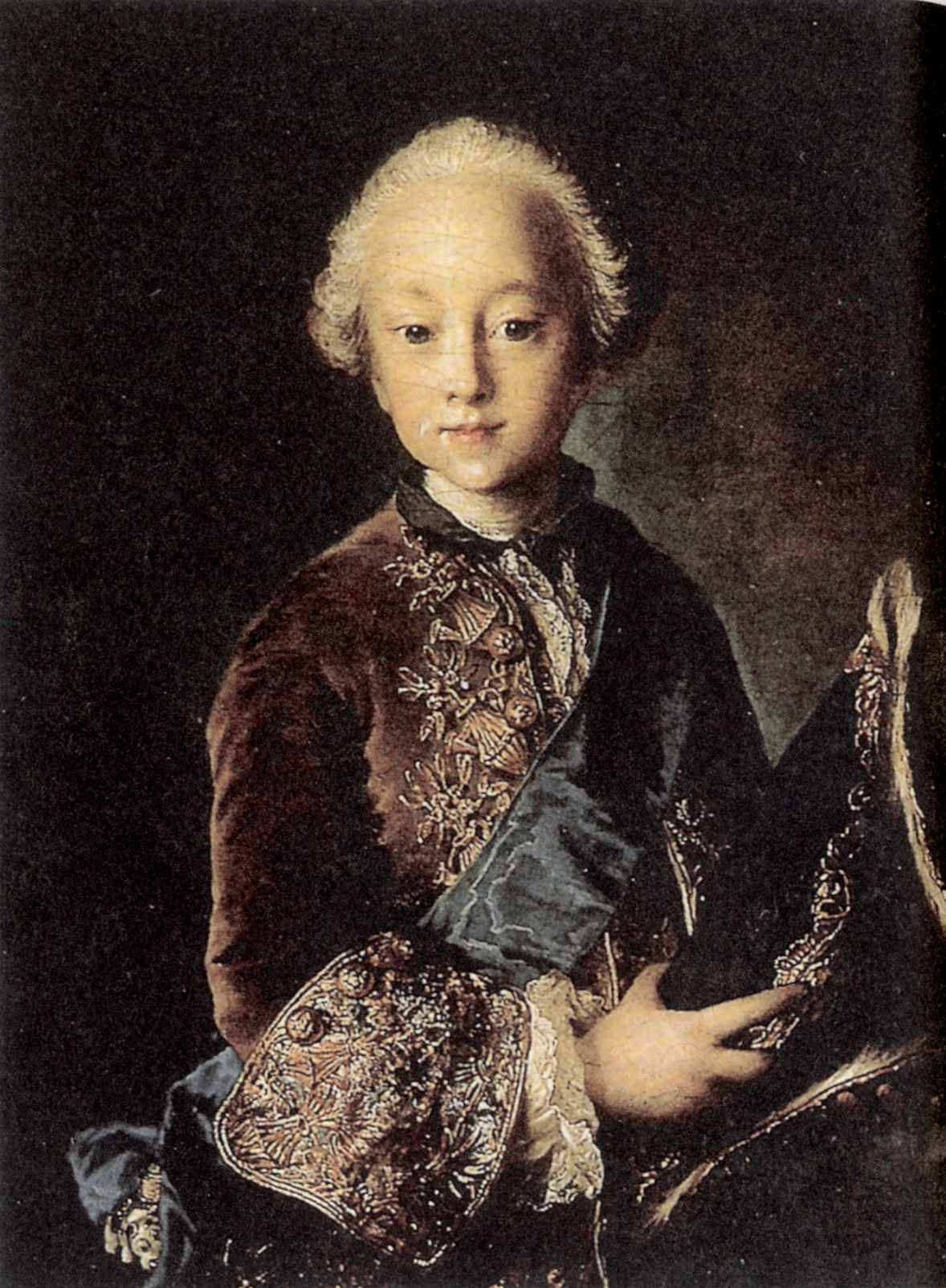
Le prince Christian enfant, par Louis Tocqué.

Bien que le prince Christian fût un enfant très doué et d'un tempérament sociable, il était en même temps très nerveux. Ce trait se développa pendant la période où Ditlev von Reventlow, noble holsteinois, devint son précepteur. Certes fiable et consciencieux, Ditlev von Reventlow était toutefois d'un tempérament colérique et ne semble pas avoir été doté de connaissances pédagogiques. Il introduisit le fouet dans l'éducation du prince, persuadé de pouvoir lui inculquer par la force les connaissances qui lui étaient difficile de retenir, sans se soucier de savoir s'il les  comprenait ou pas. Il est possible que les abus de von Reventlow aient eu raison des capacités empathiques du jeune prince, de sorte qu'il devint à la fois timide et calculateur, sujet au désir de vengeance et souffrant d'un manque de confiance en son entourage. Le talent que l'enfant avait le plus fortement développé, et qu'il savait le mieux utiliser, était l'art de ridiculiser et la joie de blesser. En conséquence, son plus grand plaisir était d'imiter les ministres et autres responsables avec lesquels il devait travailler.

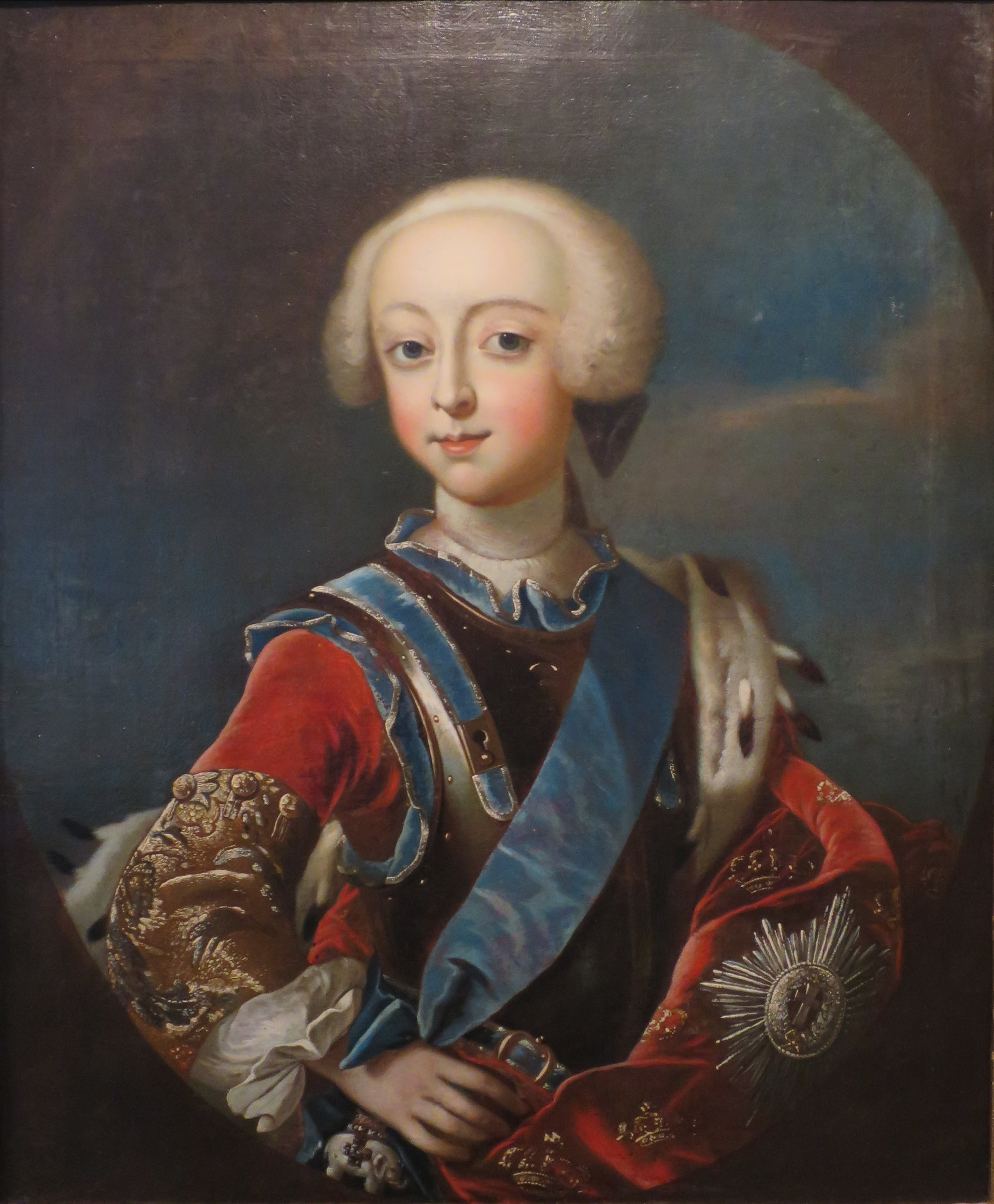
Le prince Christian enfant, par Peder Als.

Le prince Christian avait d'autres précepteurs, mais aucun ne réussit à tempérer l'influence de von Reventlow sur l'enseignement. Ainsi le jeune Christian eut-il une relation particulièrement bonne avec Salomon Reverdil (1732-1808), son professeur suisse de littérature française, qui de 1760 à 1767, sut éveiller son intérêt pour la philosophie et les idées des Lumières. Mais von Reventlow l'éloigna quand il le comprit.

### Débuts du règne  (1766-1769)

#### Accession au trône

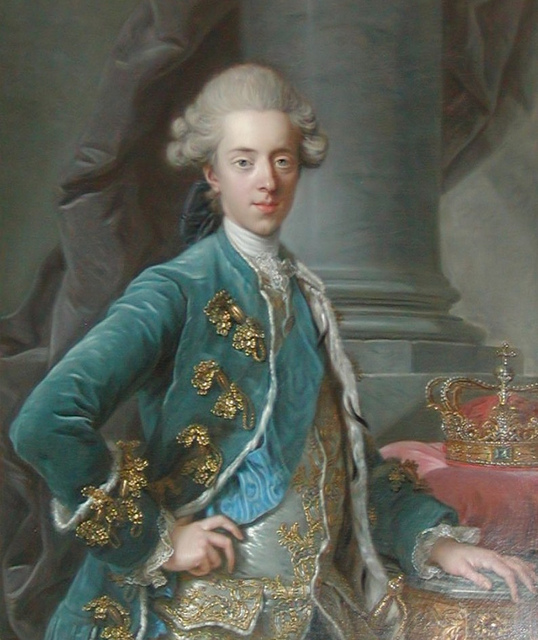
Le roi Christian VII, par Alexandre Roslin.

Le 14 janvier 1766, le roi Frédéric V, âgé seulement de 42 ans, meurt après une longue période de maladie. Christian a 17 ans seulement quand lui succède sur le trône dano-norvégien sous le nom de  Christian VII, cinquième monarque absolu des deux royaumes. Le même jour, Christian est proclamé roi au balcon du palais de Christiansborg par le ministre Johann Bernstorff (1712-1772).
Aussitôt après son accession au trône une lutte pour gagner l'ascendant sur le nouveau roi commence : des personnes de la cour, de l'administration et de l'armée qui s'étaient opposées aux ministres de Frédéric V tentent d'influencer le roi pour qu'il prenne personnellement en charge le gouvernement, indépendamment de ces ministres et chefs de collège. Le résultat est une suite continue d'intrigues, de renvois rapides et d'initiatives politiques malheureuses . Le roi Christian est pleinement conscient de la situation, et plusieurs de ses ministres sont étonnés de son approche claire et distincte des problèmes. Mais en même temps, il s'avère être si capable de sournoiserie qu'il provoque le malaise de ses collaborateurs.

#### Mariage

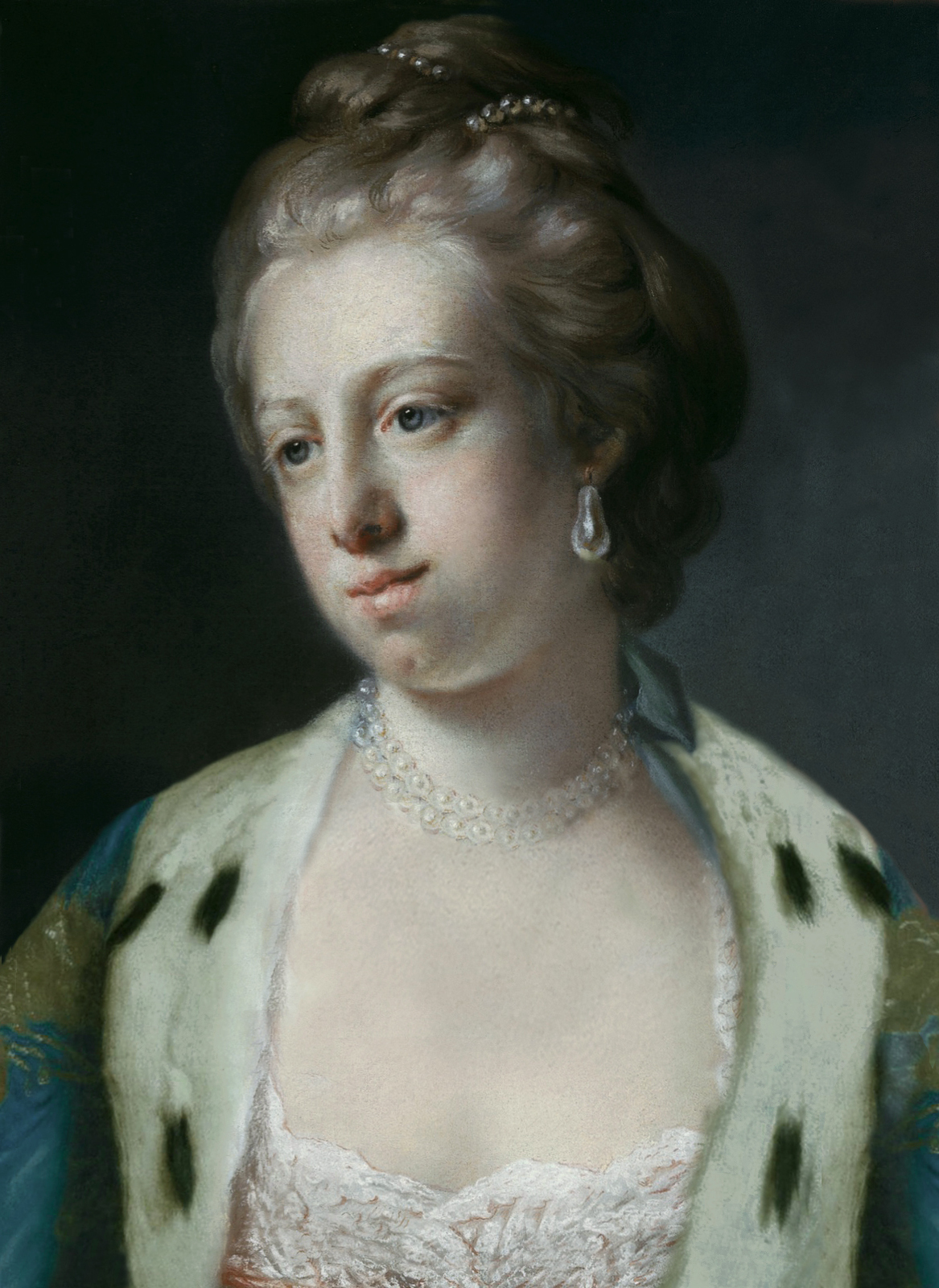
La princesse Caroline-Mathilde en 1766, l'année de son mariage. Pastel par Francis Cotes.

Cette même année, il épouse sa cousine germaine, la princesse Caroline-Mathilde de Grande-Bretagne, qui est la sœur du roi britannique régnant George III. Déjà en 1764, un mariage dynastique est suggéré entre la Maison danoise d'Oldenbourg et la Maison britannique de Hanovre, ainsi entre le prince héritier Christian et une princesse britannique. Le mariage est jugé approprié car les deux familles royales sont protestantes et de même rang, et ont donc le même statut au regard de la religion. En outre, la défunte reine Louise a été très populaire au Danemark. Initialement, les négociations de mariage concernent la plus âgée des filles non mariées du prince de Galles, la princesse Louise Anne, mais après que le représentant danois à Londres, le comte de Bothmer, ait été informé de sa constitution faible, c'est sa sœur cadette, Caroline-Mathilde, qui est choisie à sa place. Les fiançailles officielles sont donc annoncées le 10 janvier 1765,.

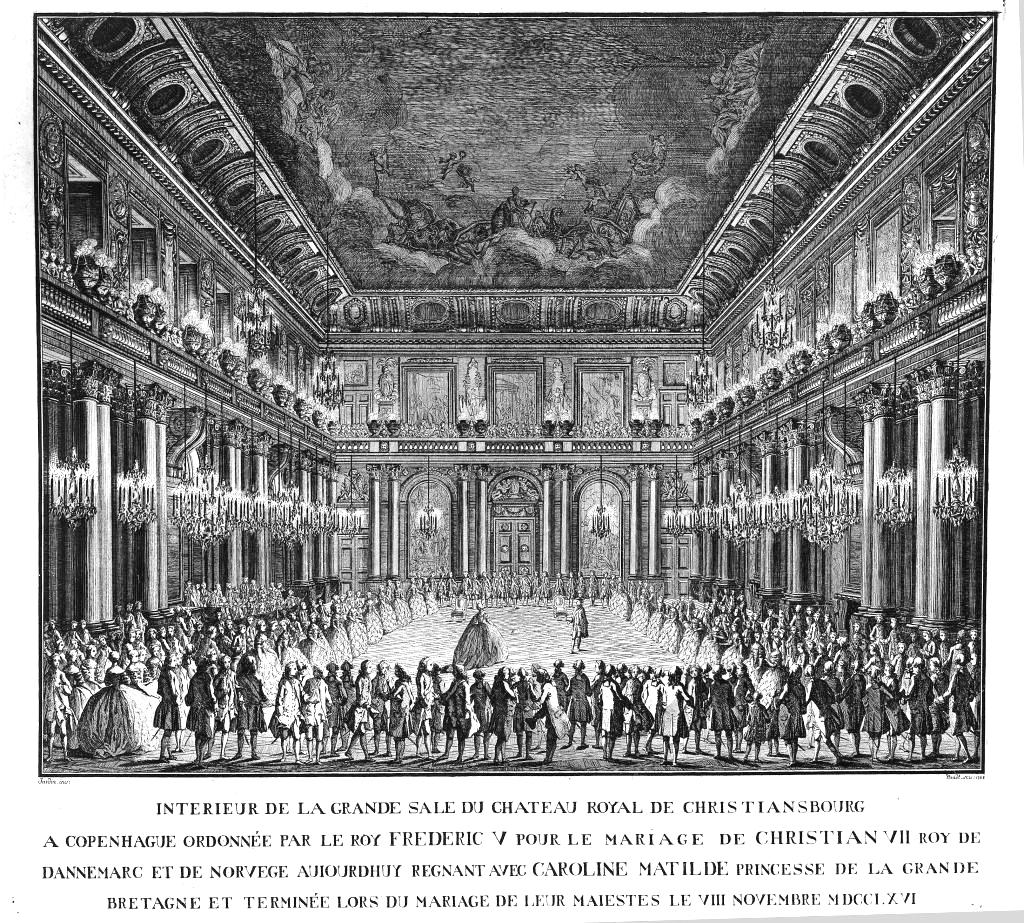
Le roi Christian VII et la reine Caroline-Mathilde dansant dans la grande salle du palais de Christiansborg au bal à l'occasion de leur mariage.

Un mariage par procuration a lieu le 1er octobre 1766 à la chapelle royale du palais Saint James de Londres, où le frère aîné de la mariée, le duc d’York et d’Albany, était l'adjoint de Christian. Deux jours plus tard, Caroline Mathilde, âgée alors de 15 ans, quitte Harwich pour Rotterdam pour se rendre au Danemark. Après trois semaines de voyage, elle arrive à la ville frontière d'Altona dans le duché de Holstein, alors partie de la monarchie danoise. Douze jours plus tard, Caroline-Mathilde arriva à la ville de Roskilde, où elle rencontre pour la première fois son futur mari. Le 8 novembre 1766, elle fait son entrée dans une Copenhague jubilatoire, et plus tard le même jour, la cérémonie du mariage est célébrée à la chapelle du palais de Christiansborg avec le marié présent. La célébration de mariage est considérée comme l'une des plus fastueuses de la monarchie danoise. Les différentes cérémonies et bals durent un peu plus d'un mois.

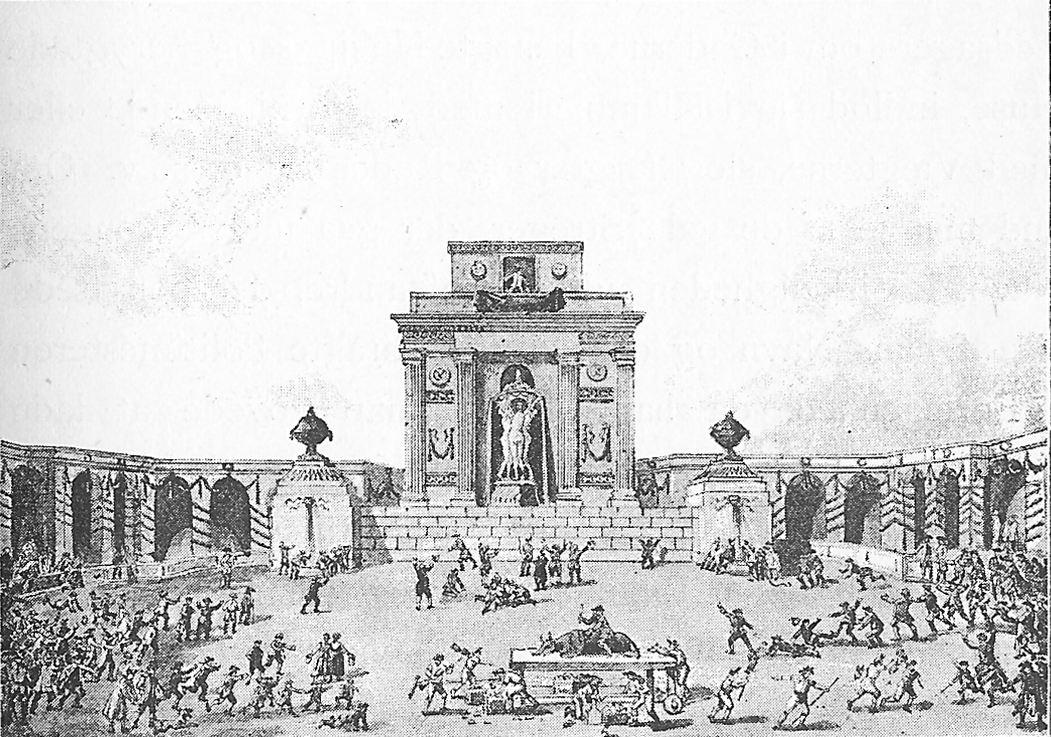
Célébration populaire à la de Christiansborg lors du sacre de Christian VII en 1767.

Le 1er mai 1767, le cérémonial du changement de trône se termine avec le sacre du nouveau roi et de la nouvelle reine. Pendant la monarchie absolue, les sacres des monarques danois eurent traditionnellement lieu dans la chapelle du château de Frederiksborg à Hillerød sur l'île de Seeland au nord de Copenhague, le sacre de Christian VII étant la seule exception, ayant lieu dans la chapelle du palais de Christiansborg.

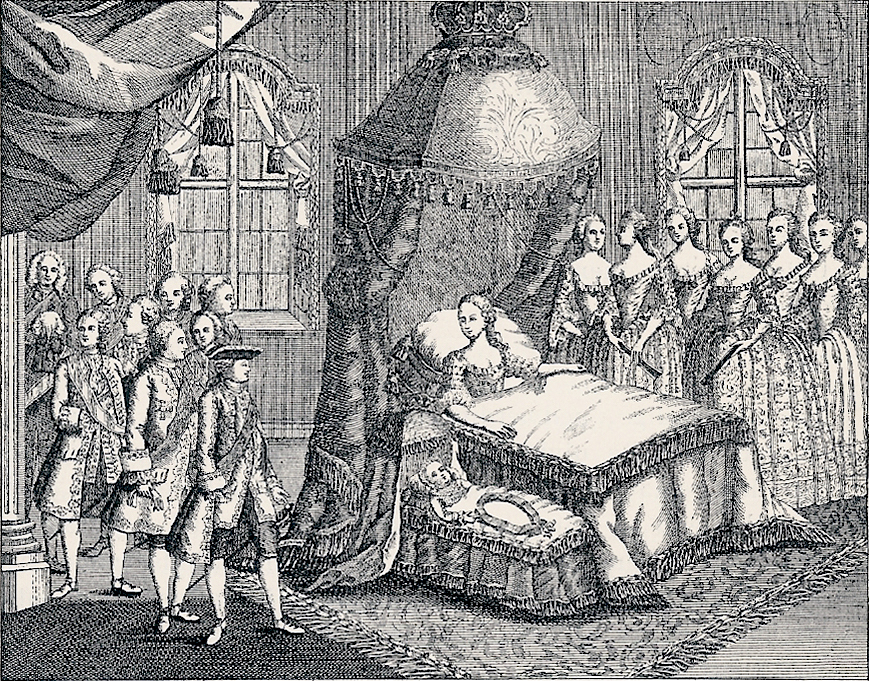
Naissance du prince héritier Frédéric, futur roi Frédéric VI (roi de Danemark), en 1768.

Néanmoins, le mariage ne sera pas réussi et le roi ne tarde pas à délaisser son épouse. Il ne rend visite à la reine dans ses appartements qu'à contrecœur, et Reverdil doit intervenir, entre autres avec des lettres d'amour au nom du roi, afin que le mariage puisse aboutir à un héritier du trône. C'est ainsi que le 28 janvier 1768, la reine Caroline-Mathilde donne naissance dans la Chambre de la Reine du palais de Christiansborg au seul enfant commun du couple royal, un fils et héritier du trône, le prince héritier Frédéric, futur roi Frédéric VI.

#### Le voyage à l'étranger
En 1768 et 1769, Christian entreprend un long voyage à l'étranger et visite plusieurs cours en Europe. Le voyage est organisé par des membres du gouvernement qui pensent que de nouvelles impulsions et un nouvel environnement pourraient changer la façon d'être du roi. C'est au cours de ce voyage qu'il fait la connaissance du médecin Johann Friedrich Struensee. Struensee est le premier à comprendre que le roi a des problèmes. Lorsque Christian rentre du voyage, Struensee est avec lui, devenu médecin du roi.

### La période de Struensee (1769-1772)

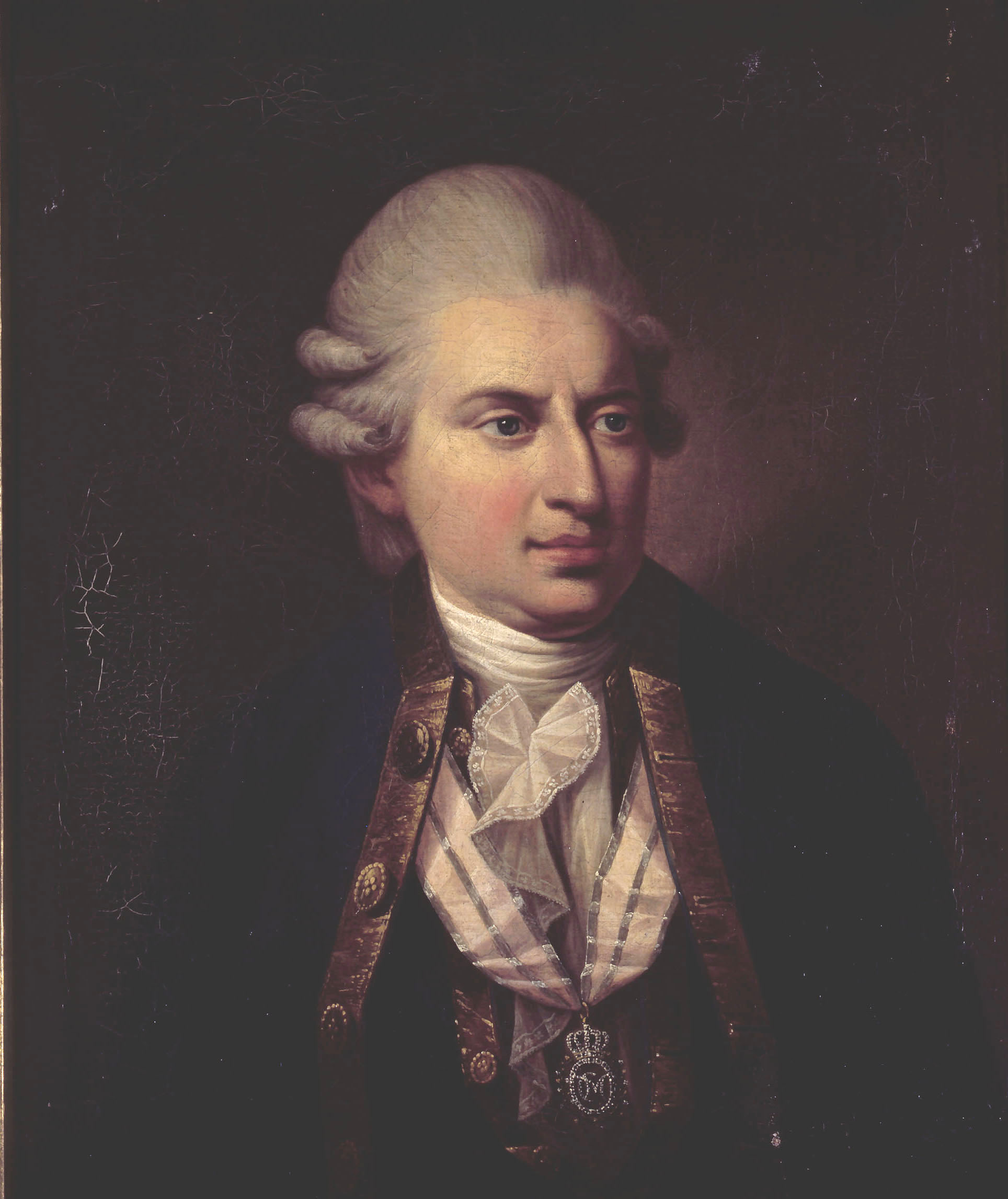
Johann Friedrich Struensee, médecin du roi, en 1771, par Jens Juel.

Malade et déséquilibré, Christian VII laissa de facto les rênes du pouvoir à son médecin allemand, Johann Friedrich Struensee, qui mena une politique libérale et humaniste, audacieusement inspirée des Lumières. Amant de la reine, ministre du conseil privé, le comte Struensee exerce le pouvoir jusqu'à un coup d'État en 1772 : la belle-mère du roi, Juliane-Marie de Brunswick-Wolfenbüttel, évincée du pouvoir sous l'influence de Struensee, manipule Christian VII avec l'appui de la noblesse hostile aux réformes humanistes et réussit d'une part, à lui faire signer l'arrestation du Struensee, qui sera décapité, et d'autre part, à isoler la reine Caroline-Mathilde. Celle-ci sera condamnée à l'exil, ses enfants lui seront retirés et l'union royale sera dissoute.
Assignée à résidence au château de Celle dans le Hanovre, la reine Caroline-Mathilde avait eu deux enfants :
- Le futur Frédéric VI (1768 – 1839),
- La princesse Louise-Augusta (1771 – 1843), femme de Frédéric-Christian II de Schleswig-Holstein-Sonderbourg-Augustenbourg, qui était  vraisemblablement la fille de Struensee et que sa mère ne reverra jamais après être tombée en disgrâce.

### La période de Høegh-Guldberg (1772-1784)

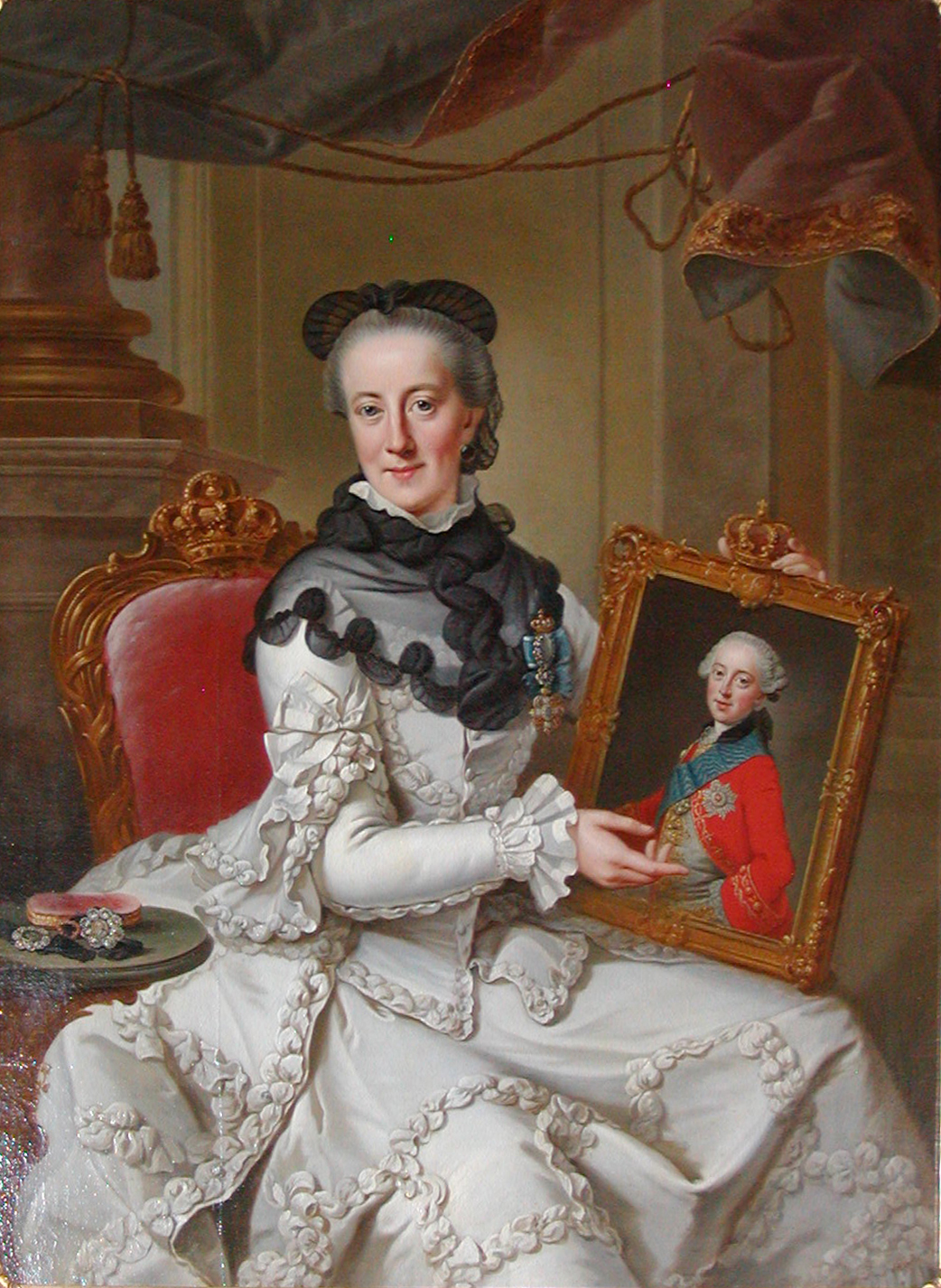
La reine douairière Juliane-Marie montrant un portrait de son fils, le prince héréditaire Frédéric. Portrait par Johann Georg Ziesenis, 1766-1767.

À partir de 1772, son état de démence s'aggravant, Christian VII n'est plus que nominalement roi de Danemark. Jusqu'en 1784, le pays est gouverné par Juliane-Marie de Brunswick-Wolfenbüttel, belle-mère du roi, par le fils de celle-ci, Frédéric, prince héréditaire de Danemark, qui est régent, et par son ministre Ove Høegh-Guldberg. Cette période est marquée par un retour à l'ordre ancien.
Cependant, son biographe Ulrik Langen remet en cause la folie de Christian VII. Pour lui le roi n'aurait pas été fou mais aurait simulé la folie.

### Dernières années (1784-1808)
En 1784, le fils de Christian VII, Frédéric VI, s'empare de la régence du royaume, évinçant Christian. Cette régence est marquée par des réformes libérales et agraires, reprenant la voie ouverte par Johann Friedrich Struensee, mais aussi par les débuts désastreux des guerres napoléoniennes.

#### Mort du roi et inhumation

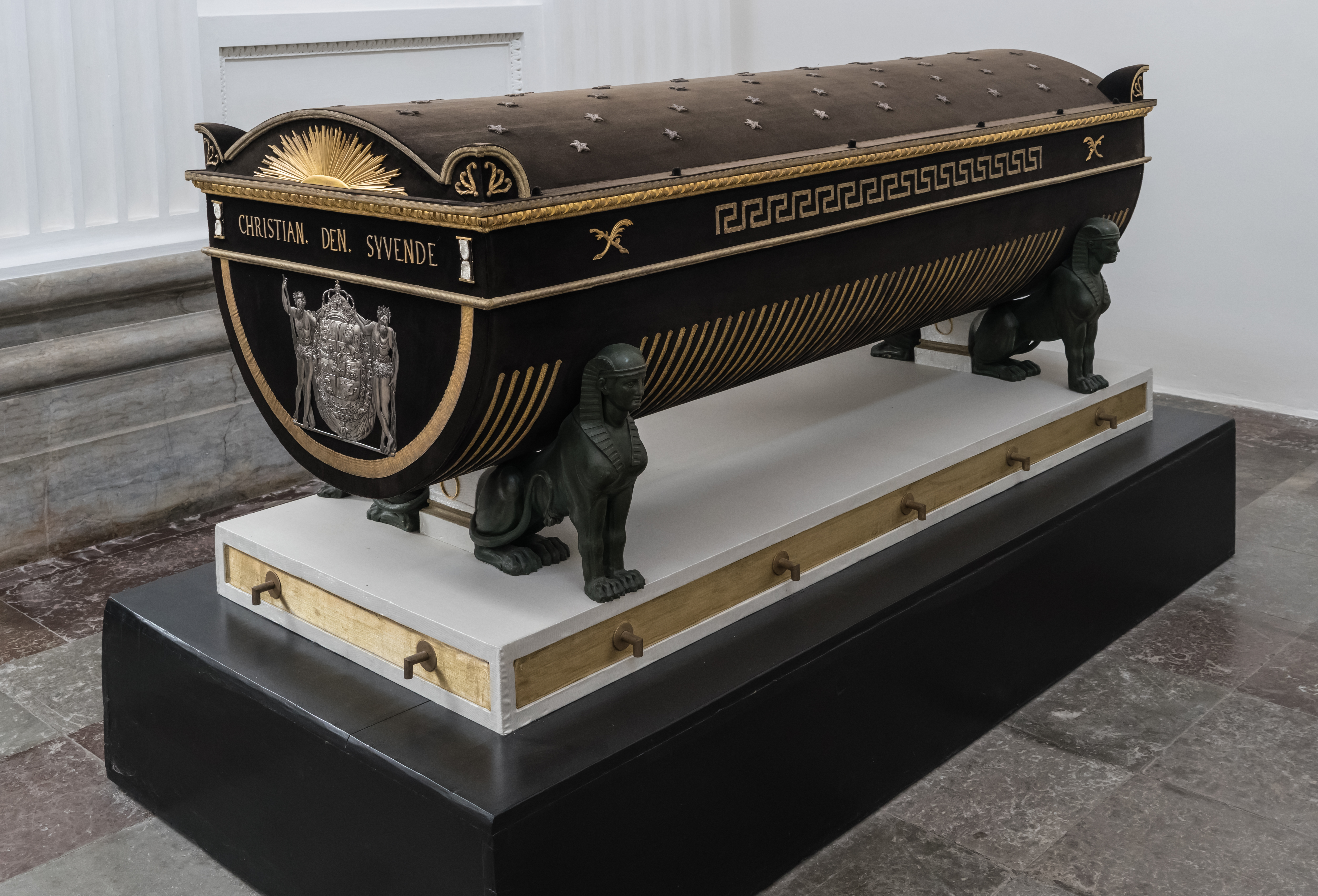
Tombeau de Christian VII dans la nécropole royale de la cathédrale de Roskilde.

Physiquement et mentalement détruit, Christian VII meurt à 59 ans d'un anévrisme cérébral au château de Rendsburg, dans le duché de Holstein, en 1808, après plus de 40 ans d'un long règne controversé au cours duquel son instabilité mentale l'a empêché d'exercer réellement le pouvoir.
Christian VII fut inhumé dans la chapelle Frédéric V de la cathédrale de Roskilde, la nécropole traditionnelle des rois de Danemark sur l'île de Seeland non loin de Copenhague.

## Dans l'art et la culture

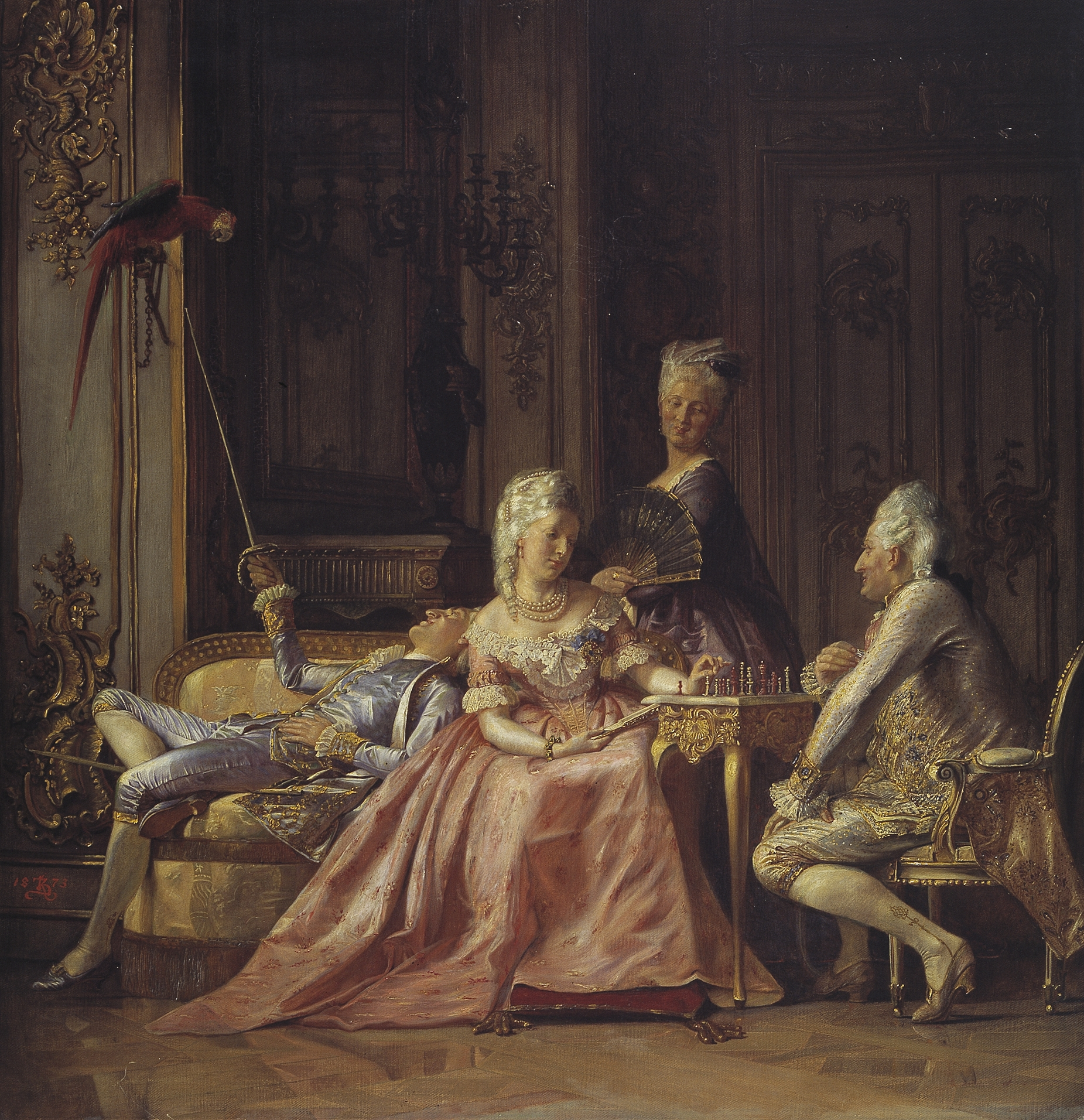
Kristian Zahrtmann (1873) : Scene de la cour de Christian VII. La reine et Struensee jouent aux échecs tandis que le roi joue avec son perroquet (collection Hirschsprung).

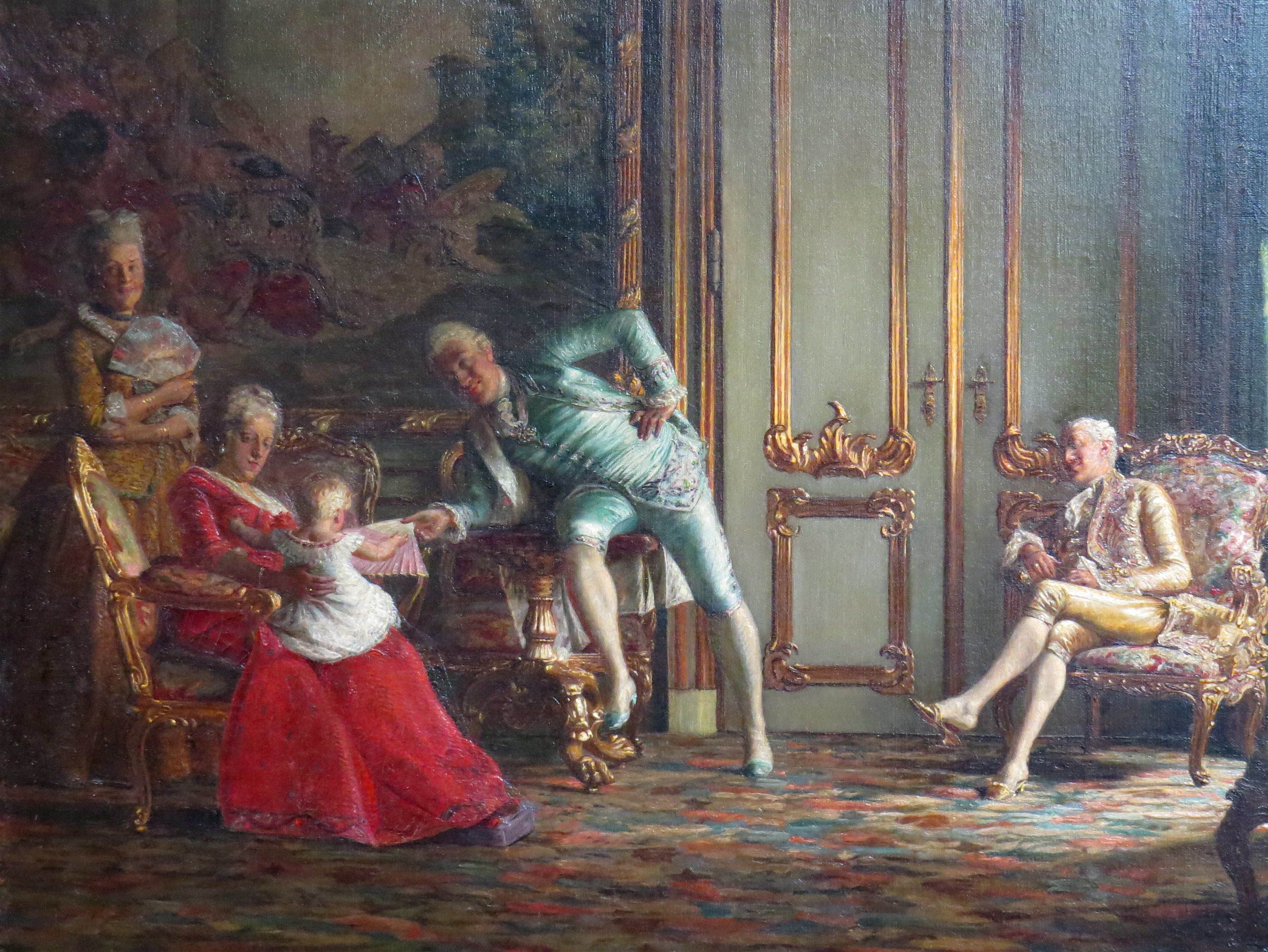
Kristian Zahrtmann (1881) : Interieur de la cour de Christian VII (collection Hirschsprung).

L'histoire du roi Christian VII, son mariage avec la reine Caroline-Mathilde, et leur relation complexe avec Johann Friedrich Struensee, ainsi que le conflit entre Struensee et les dirigeants danois a inspiré de nombreuses reproductions artistiques :

### Littérature
- 1935 : (de) Else von Hollander-Lossow, Die Gefangene von Celle [« La prisonnière de Celle »], E. A. Seemann, 1935
- 2000 : Per Olov Enquist (trad. du suédois par Marc de Gouvenain et Lena Grumbach), Le Médecin personnel du roi [« Livläkarens besök »], Actes Sud, 2000
- 2000 : (da) Bodil Steensen-Leth, Prinsesse af blodet [« Princesse du sang »], Forum, 2000[21]. Le film Royal Affair est basé sur ce roman.
- 2015 :  (it) Dario Fo, C'è un re pazzo in Danimarca [« Il y a un roi fou au Danemark »], Chiarelettere, 2015
- 2023 : (fr) Arnaldur Indridason (trad. de l'islandais par Éric Boury), Le Roi et l’Horloger [« Sigurverkið »], Editions Métailié, 2023, 320 p. (ISBN 979-10-226-1241-8)

### Films et télévision
- 1923 : Le favori de la reine (en allemand : Die Liebe einer Königin), film muet allemand réalisé par Ludwig Wolff, dans lequel le roi Christian VII est interprété par l'acteur allemand Walter Janssen[22].
- 1935 : Le Dictateur (en anglais : The Dictator), film britannique réalisé par Victor Saville, dans lequel le roi Christian VII est interprété par l'acteur britannique Emlyn Williams[23].
- 1957 : Pour l'amour d'une reine (en allemand : Herrscher ohne Krone), film allemand réalisé par Harald Braun, dans lequel le roi Christian VII est interprété par l'acteur allemand Horst Buchholz[24].
- 2012 :  Royal Affair (en danois : En Kongelig Affære), film danois réalisé par Nikolaj Arcel, dans lequel le roi Christian VII est interprété par l'acteur danois Mikkel Boe Følsgaard[25],[26].

#### Sources primaires publiées
- (da) Marianne Alenius (dir.), Mit ubetydelige Levnets Løb. Efter Charlotte Dorothea Biehls breve., Copenhague, Museum Tusculanums Forlag, 1986
- (da) Svend Cedergreen Bech (dir.), Brev fra Dorothea. Af Charlotta Dorothea Biehls historiske breve, Copenhague, Politikens Forlag, 1975